# Rheinische Landesausstellung
Die Rheinische Landesausstellung (RLA) war eine Verbrauchermesse in Krefeld. Letzter Veranstalter war das örtliche Unternehmen Haug-West Messe- und Ausstellungsgesellschaft.

## Geschichte
Die erste Rheinische Landesausstellung fand im Jahr 1978 als „Verbraucherschau“ und Fachmesse rund um das Thema Bauen und Renovieren statt.
Die 22. Auflage der Verbrauchermesse im Jahr 2007 zählte 19 Großraumhallen sowie etwas mehr als 108.000 Besucher.
Gegenüber der 2011er-Auflage ging die Besucherzahl 2012 um gut 20 Prozent auf rund 69.000 zurück. Reduzierte Eintrittspreise ab dem Nachmittag sollten 2013 diesem Rückgang entgegenwirken. Mit „wieder über 200 Firmen aus sechs Nationen“ blieb 2013 die Zahl der Aussteller trotz der Vorjahreszahlen konstant.
Im Anschluss übernahm die Parkplatz- und Messegesellschaft Nordpark (PPG) für die Summe von „rund 50.000 Euro“ die Vermarktungsrechte an der Messe, wie im Januar 2014 bekannt wurde. Im Juli desselben Jahres war dann zu lesen, dass der neue Veranstalter die Auflage 2014 absagte, da die Messe an „Lebendigkeit gewinnen und dem Zeitgeist angepasst werden“ müsse, was ausreichend Zeit benötige. Ort der Rheinische Landesausstellung war der Sprödentalplatz, auf dem sonst unter anderem Zirkusse und Trödelmärkte veranstaltet werden. 